# بخش اککرا
بخش اککرا (به سوئدی: Öckerö kommun) یک ناحیه شهری در سوئد است که در شهرستان وسترا گوتلاند واقع شده‌است.